# Vol Ryanair 4102
Le vol 4102 de la compagnie aérienne irlandaise Ryanair est un vol régulier reliant l'aéroport de Francfort-Hahn, à Kirchberg en Allemagne, et celui de Rome Ciampino, à Rome en Italie. Le 10 novembre 2008, l'appareil réalisant ce vol subit d'importants dommages.
En phase d'approche vers sa destination, l'avion percute un groupe d'étourneaux, ce qui endommage les réacteurs qui perdent alors leur puissance. Les pilotes procèdent à un atterrissage d'urgence à l'aéroport international de Rome Ciampino. L'atterrissage est très violent et l'avion effectue une courte sortie de piste avant de se repositionner. Huit passagers ainsi que deux membres d'équipage sont légèrement blessés d'après la compagnie. Ils sont pris en charge par les secours. 
Cet incident entraîne la fermeture de l'aéroport pendant plus de trente-cinq heures, faisant dévier les autres vols vers Rome Fiumicino, l'aéroport principal de Rome. Les pilotes sont félicités pour avoir su gérer cette situation. L'appareil est considéré comme l'unique cas d'avion irréparable pour Ryanair. Il est alors entièrement démonté et ses éléments sont utilisés comme pièces détachées.

## Contexte
Ryanair est une compagnie aérienne irlandaise à bas prix (low cost) fondée en 1985 par Tony Ryan,. Cette compagnie est considérée comme le leader européen du marché à bas coût,. Au début de l'année 2008, elle annonce une baisse de son bénéfice lors du troisième trimestre de la période 2007-2008 de 27 % par rapport au trimestre précédent. Par contre, le trafic augmente de 21 % sur la même période. Cependant, quelques semaines plus tard, les résultats globaux pour l'année 2007-2008 se montrent positifs, avec un chiffre d'affaires en hausse de 21 % et un nombre de voyageurs de 20 % supérieur à l'année précédente,. Le coût du pétrole étant élevé, le PDG de la compagnie, Michael O'Leary, annonce que les prix « devraient augmenter en moyenne de 5 % » et que cette hausse pourrait être bénéfique pour Ryanair dans le cas où d'autres compagnies seraient en difficulté,.
En 2008, la compagnie irlandaise est victime d'incidents importants sur deux avions. Le 21 mars, le Boeing 737-800 immatriculé EI-CSV, qui reliait l'aéroport de Charleroi Bruxelles-Sud et celui de Limoges-Bellegarde, fait une sortie de piste lors de sa phase d'atterrissage à une vitesse de 83 km/h sous la pluie,. L'avion s'immobilise entre dix et cinquante mètres après la piste 21 de l'aéroport. L'évacuation d'urgence est déclenchée et les toboggans sont déployés pour permettre aux voyageurs de quitter l'appareil,. Six personnes sont légèrement blessées. Ryanair se défend, une semaine après l'accident, affirmant qu'il y avait un vent de nord-est d'une vitesse de 63 km/h et que « les conditions étaient dans les limites de sécurité ». Le BEA écrit dans son rapport que « la composante de vent arrière a ainsi pu ponctuellement dépasser 30 nœuds [soit 55 km/h] pendant le passage du grain » alors que l'aéroport de Limoges autorise les atterrissages avec un vent arrière de dix nœuds (environ 18 km/h). Après cet incident, Ryanair rappelle à ses pilotes qu'ils doivent définir les conditions météorologiques notamment pour calculer la distance nécessaire pour un atterrissage. De plus, la compagnie ajoute que lorsque la piste 21 de l'aéroport de Limoges est détrempée, il est nécessaire d'ajouter 100 mètres aux calculs de la distance pour atterrir.
Ensuite, le 25 août, un autre Boeing 737-800, immatriculé EI-DAS, qui devait effectuer le trajet entre Bristol et Gérone-Costa Brava, subit une dépressurisation brutale alors que l'avion est en situation de croisière au-dessus de la France,. L'appareil se trouve alors à une altitude de 10 000 mètres et perd 8 000 mètres en cinq minutes. Le commandant de bord décide d'atterrir à l'aéroport le plus proche « par mesure de précaution ». Le vol 9336 atterrit à Limoges où vingt-six personnes sont légèrement blessées à cause de lésions auditives,. Un autre avion est affrété pour ramener le reste des passagers à Gérone mais « un certain nombre d'entre eux » refusent de prendre ce nouvel avion,. Un rapide examen de l'appareil ne permet pas de définir la raison de cet accident,.

## Déroulement du vol
Le 10 novembre 2008, le vol FR4102 de la compagnie Ryanair décolle à 6 h 30 (heure locale, 5 h 30 UTC) de l'aéroport de Francfort-Hahn. L'avion est un Boeing 737-800, immatriculé EI-DYG, ayant effectué son premier vol huit mois auparavant, le 17 mars 2008,. Le vol est à destination de l'aéroport international de Rome Ciampino. L'appareil transporte 166 passagers ainsi que six membres d'équipage, à savoir deux pilotes et quatre agents formant le personnel de cabine,,. Le commandant de bord est Frédéric Colson, un pilote belge formé au sein de la compagnie Sabena et ayant exercé pour d'autres compagnies comme Virgin Atlantic et TNT Airways,,. Il a, à son actif, plus de dix mille heures de vol et est instructeur à l'aérodrome de Saint-Hubert,. Le copilote de l'appareil est le jeune Alexander Vet.
| |  |  |
| Le vol FR4102 a relié l'aéroport de Francfort-Hahn (à gauche) à celui de Rome Ciampino (à droite). |  |  |

Le vol est en phase d'atterrissage à Rome avec Alexander Vet aux commandes de l'appareil. Alors que le Boeing n'est plus très loin de la piste, il croise un important groupe d'étourneaux qui entrent en collision avec l'appareil,,. De nombreux oiseaux sont engloutis par les réacteurs, entraînant une perte de puissance des moteurs. Colson demande à Vet de remettre les gaz et d'interrompre la procédure d'atterrissage. Néanmoins, cela est impossible, car les moteurs sont endommagés à cause des oiseaux et tournent au ralenti. Frédéric Colson reprend les commandes du Boeing et décide de pratiquer un atterrissage d'urgence sur la piste. Pour cela, il prend la décision de faire planer l'appareil jusqu'à la piste.
L'atterrissage d'urgence est effectué sur la piste 15 de l'aéroport de Rome Ciampino après que le pilote eut déclaré qu'il y avait un problème majeur sur un des moteurs de l'appareil. L'impact est très violent et entraîne une sortie de piste, lors de la décélération de l'appareil, vite rectifiée par le commandant de bord qui remet son avion dans l'axe de la piste,. Le train d'atterrissage gauche est arraché et l'arrière de l'avion subit des dégâts importants,. L'avion se stabilise sur la piste peu avant 8 h (heure locale, 7 h UTC) et s'affaisse sur le flanc gauche.
Les toboggans sont déployés et les passagers sont évacués de l'avion sous la vigilance des secours de l'aéroport,. Par mesure de précaution, les pompiers de l'aéroport arrosent la zone de l'accident de mousse anti-incendie.

## Réaction de Ryanair
Après l'accident, Ryanair informe, par le biais d'un communiqué, que l'avion effectuant le trajet Francfort-Rome a été obligé de se poser en urgence à Rome à cause de multiples collisions avec des oiseaux lors de la phase d'atterrissage. La compagnie rassure la population en déclarant que l'ensemble des passagers ont quitté l'avion en toute sécurité et que les mécaniciens et ingénieurs sont en train de contrôler l'avion. 
Plus tard, elle rédige un nouveau communiqué sur l'état de l'appareil. Ryanair affirme que le train d'atterrissage gauche a été gravement endommagé à la suite de la manœuvre violente. La compagnie irlandaise confirme que l'avion est toujours sur la piste de l'aéroport de Rome et que les bagages n'ont toujours pas été retirés de l'appareil. Enfin, le communiqué dresse un premier bilan humain, informant que deux membres d'équipage et trois passagers sont légèrement blessés et conduits à l'hôpital. 
Ryanair fait une dernière mise à jour sur cet accident, déclarant que deux membres d'équipage et huit passagers ont eu besoin d'une assistance médicale après l'atterrissage.

## Enquête et conclusion

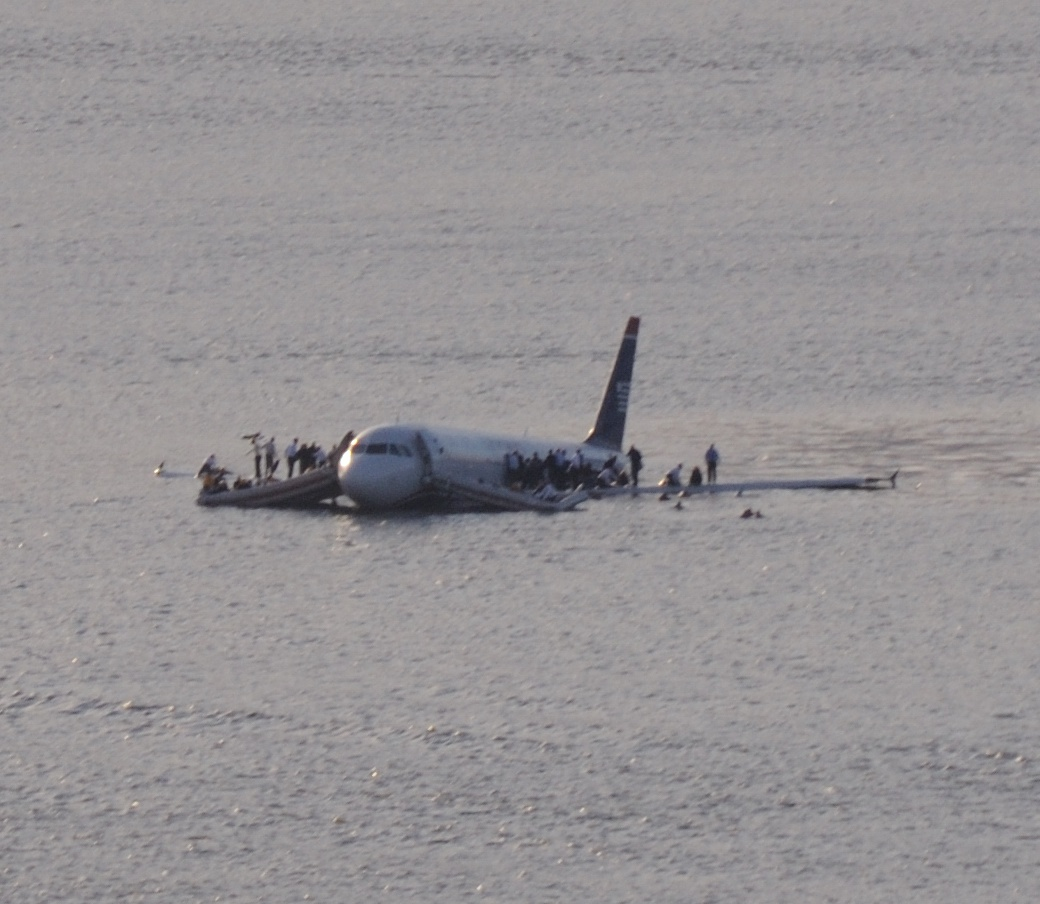
Lors de son enquête, l'ASNV compare cet accident à celui du vol 1549 US Airways, qui se produit deux mois plus tard, le 15 janvier 2009.

Cet accident entraîne la fermeture de l'aéroport pendant une durée de trente-cinq heures. Il ouvre de nouveau le lendemain à 19 h 30 (heure locale). Les autres vols prévus sont détournés vers Fiumicino, l'aéroport principal de Rome. L'Agenzia Nazionale per la Sicurezza del Volo (ANSV) ouvre une enquête le jour même. Elle déclare que l'avion a frappé un groupe d'étourneaux et a subi de sérieux dégâts à l'aile gauche, sur le train d'atterrissage gauche ainsi que sous le fuselage de l'appareil. Les boîtes noires sont récupérées et l'ANSV annonce que la recherche des preuves est terminée le soir même. Les témoins affirment que les oiseaux se sont dirigés vers l'avion et qu'ils ont provoqué une perte de puissance importante au niveau des moteurs,.
Dans la semaine du 9 au 13 février 2009, les moteurs CFM56-7B27 de l'appareil sont démontés et analysés à Cardiff, au pays de Galles. Selon l'ANSV, le but de cette étude est de comprendre la réaction des moteurs après le contact avec les oiseaux. Des membres de l'organisation de l'aviation civile internationale (le Conseil national de la sécurité des transports, le Bureau d'enquêtes et d'analyses pour la sécurité de l'aviation civile et le Air Accident Investigation Unit) sont présents. Des représentants de la Federal Aviation Administration, de l'Agence européenne de la sécurité aérienne, de Boeing ainsi que du concepteur du moteur, CFM International, sont sur place. Dans son rapport publié en février 2009, l'ANSV fait alors une comparaison avec le vol 1549 US Airways, qui, après une collision avec des oiseaux, a réussi un amerrissage sur l'Hudson,. L'analyse révèle la présence de matière organique animale dans le moteur de l'aile droite. De nouvelles analyses sont demandées pour savoir s'il s'agit bien d'étourneaux. Le bureau d'enquête italien note qu'aucun débris mécanique ne se trouve dans les moteurs. Plus de quatre-vingt-dix impacts de volatiles sont comptés sur l'appareil,. 
L'avion ne sert pour aucun autre vol. Il est déclaré « irréparable » après cet accident et devient le seul avion rendu inutilisable de la compagnie. Les différents composants de l'appareil sont démontés et destinés à servir comme pièces détachées.

## Postérité
Les deux pilotes ainsi que l'ensemble du personnel de cabine sont félicités par la direction de Ryanair. Une réception est organisée en leur honneur à l'aéroport de Francfort-Hahn. Colson reçoit un vase de cristal ainsi que l'opportunité de revenir travailler dans son pays d'origine, à l'aéroport de Charleroi Bruxelles-Sud.
Cet accident du vol 4102 de Ryanair, ayant bénéficié d'une médiatisation plutôt modeste, va revenir sur le devant de la scène deux mois plus tard. Le vol 1549 de l'US Airways, victime lui aussi d'une collision aviaire, amerrit sur l'Hudson. Cet accident bénéficie d'une médiatisation beaucoup plus importante. Le commandant de bord Frédéric Colson est d'ailleurs invité, dans les médias, à parler de ce qu'il a vécu, lorsque l'on compare le vol de l'US Airways à celui de Ryanair,.
Colson affirme, lors d'interviews, qu'il a « fait [son] boulot » et qu'il a « eu la chance de prendre la bonne décision ». Sur ce type d'accident, il avoue que « l’homme reste le dernier rempart quand tout se passe mal » et que « [pour éloigner les oiseaux,] on met des faucons, des pétards, des bruits stridents, des programmes de chasse, mais on ne pourra jamais empêcher un vol d’oies »,.
Christian Fletcher, qui se présente comme commandant de bord chez Ryanair et publiant sous pseudonyme, félicite la « dextérité [des pilotes] qui a permis une fin heureuse à cet accident ». Il qualifie cet épisode comme étant « pratiquement un miracle » car cela « aurait pu se transformer en véritable catastrophe »,.

## Pour approfondir